# Braunkehlweber
Der Braunkehlweber (Ploceus xanthopterus, Syn.: Loxia xanthopterus) zählt innerhalb der Familie der Webervögel (Ploceidae) zur Gattung der Ammerweber (Ploceus).
Der lateinische Artzusatz kommt von altgriechisch ξανθός xanthos, deutsch ‚gelb‘ und altgriechisch πτερόν pteron, deutsch ‚Flügel‘.
Der Vogel kommt im südlichen Afrika, in Botswana, Malawi, Mosambik, Namibia und Südafrika vor.
Das Verbreitungsgebiet umfasst feuchte Lebensräume mit hohem Papyrus- oder Schilfbewuchs in Gewässernähe.

## Merkmale
Die Art ist 5 cm groß, das Männchen wiegt zwischen 22 und 31, das Weibchen zwischen 16 und 24 g. Das Männchen hat Goldgelb auf Stirn, Scheitel, Wangen und Ohrdecken, die Oberseite ist grünlich gelb. Es ähnelt im Brutkleid sehr dem Riedweber (Ploceus castanops), aber die Stirn ist nicht braun, dafür die Iris braun. Im Schlichtkleid wie Weibchen und Jungvögel ist die Oberseite oliv-braun gestreift, die Unterseite schmutzig-gelb bis weißlich, die Augen sind dunkel.

## Geografische Variation
Es werden folgende Unterarten anerkannt:
- P. x. castaneigula (Cabanis, 1884) – Westen Sambias, Nordosten Namibias (Caprivizipfel), Nordbotswana und äußerster Nordwesten Simbabwes
- P. x. xanthopterus (Hartlaub & Finsch, 1870), Nominatform – Südwesten Tansanias, Malawi, Mosambik und äußerster Nordosten Simbabwes
- P. x. marleyi (Roberts, 1929) – Süden Mosambiks und nordöstliche Küste Südafrikas

## Stimme
Der Gesang des Männchens wird als Folge nasaler, summender, trillernder und zischender Laute „zeep seep zzz“ beschrieben.

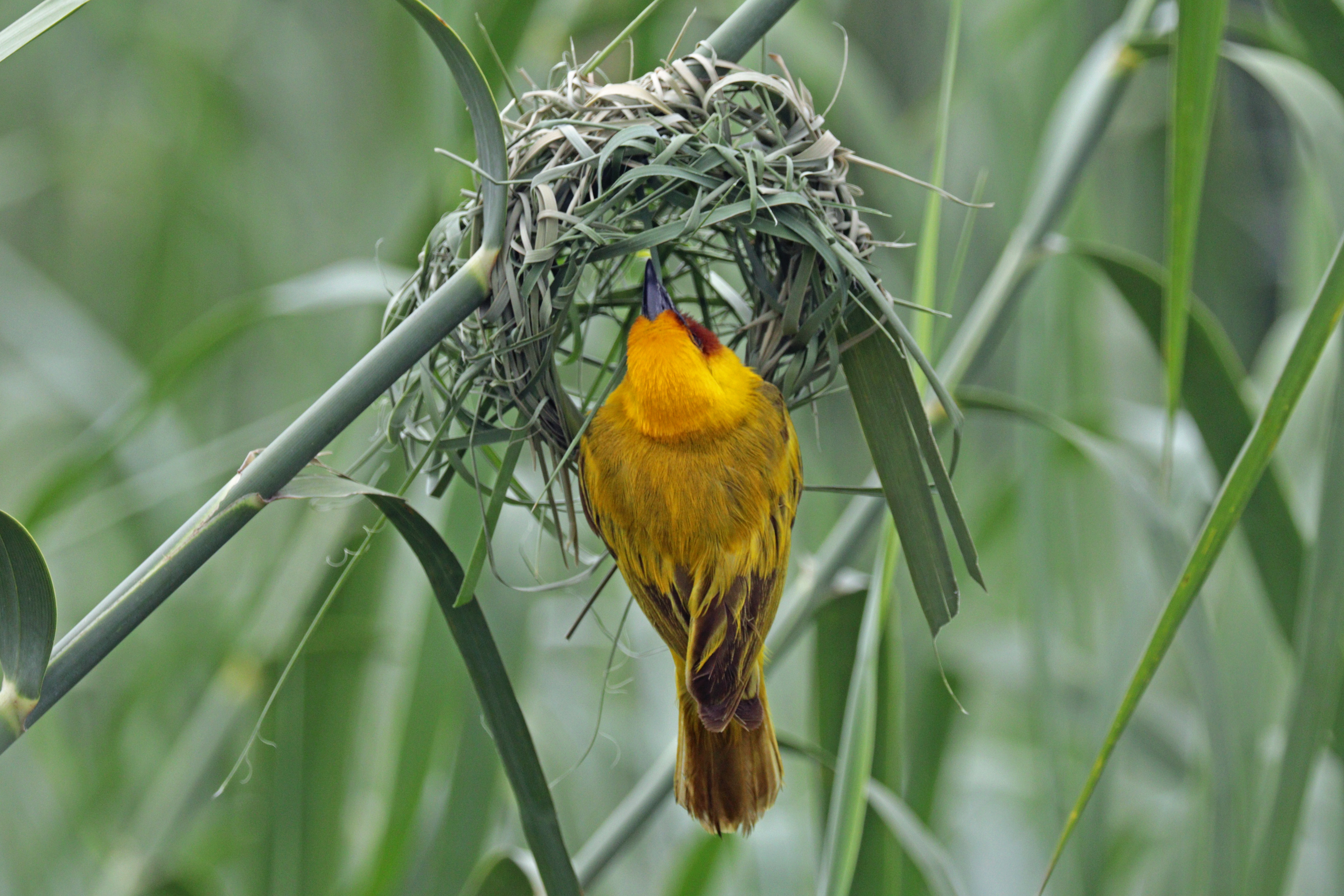
Beim Nestbau

## Lebensweise
Die Nahrung besteht hauptsächlich aus Grassamen, auch Früchte, Blüten und Nektar, aber auch Insekten. Diese Art tritt meist in kleinen Jagdgemeinschaften auf, nur selten zusammen mit anderen Webervögeln.
Die Brutzeit liegt im März in Tansania, zwischen Februar und März in Sambia, zwischen Oktober und April in Malawi, Oktober und November in Botswana. Die Art ist polygyn und  brütet in großen Kolonien. Das ovale Nest hat den Eingang von unten ohne Vorbau.

## Gefährdungssituation
Der Bestand gilt als nicht gefährdet (Least Concern).